# Ali El Khattabi
Ali El Khattabi (Schiedam, 17 de enero de 1977) es un exfutbolista profesional que jugaba como Delantero centro en diversos clubes neerlandeses. Nacido en los Países Bajos, representó a la selección de Marruecos.

## Clubes
| Club             | País         | Año         |
| ---------------- | ------------ | ----------- |
| Sparta Rotterdam | Países Bajos | 1995 - 1996 |
| Heerenveen       | Países Bajos | 1996 - 1998 |
| Sparta Rotterdam | Países Bajos | 1999 - 2001 |
| AZ Alkmaar       | Países Bajos | 2001 - 2005 |
| RBC Roosendaal   | Países Bajos | 2005 - 2006 |

## Selección nacional
El Khattabi jugó 10 partidos internacionales, para la selección nacional marroquí y anotó solo un gol. Participó en una sola edición de la Copa del Mundo FIFA. La única Copa Mundial en que El Khattabi, estuvo con la selección de su país, fue en la edición de Francia 1998, donde su selección quedó eliminado en la primera fase, siendo tercero de su grupo con 4 puntos.

## Participaciones en Copas del Mundo
| Mundial                        | Sede    | Resultado    |
| ------------------------------ | ------- | ------------ |
| Copa Mundial de Fútbol de 1998 | Francia | Primera fase |